# Bockovac
Bockovac is een plaats in de gemeente Viljevo in de Kroatische provincie Osijek-Baranja. De plaats telt 74 inwoners (2001).